# Champ de Mars – Tour Eiffel station
Champ de Mars – Tour Eiffel är en station för linje C  som är en del av Paris pendeltåg eller RER som tågen kallas för i Paris. Stationen är underjordisk och öppnade år 1988.  Utanför stationen ligger Paris mest kända sevärdhet Eiffeltornet. I anslutning till stationen finns Paris metro linje 6 och stationen Bir-Hakeim.

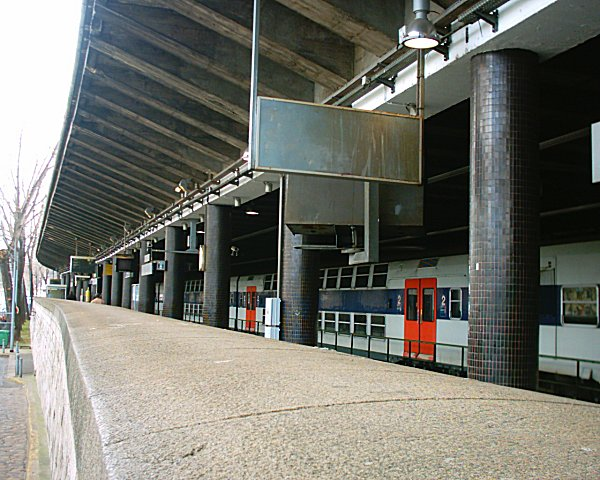
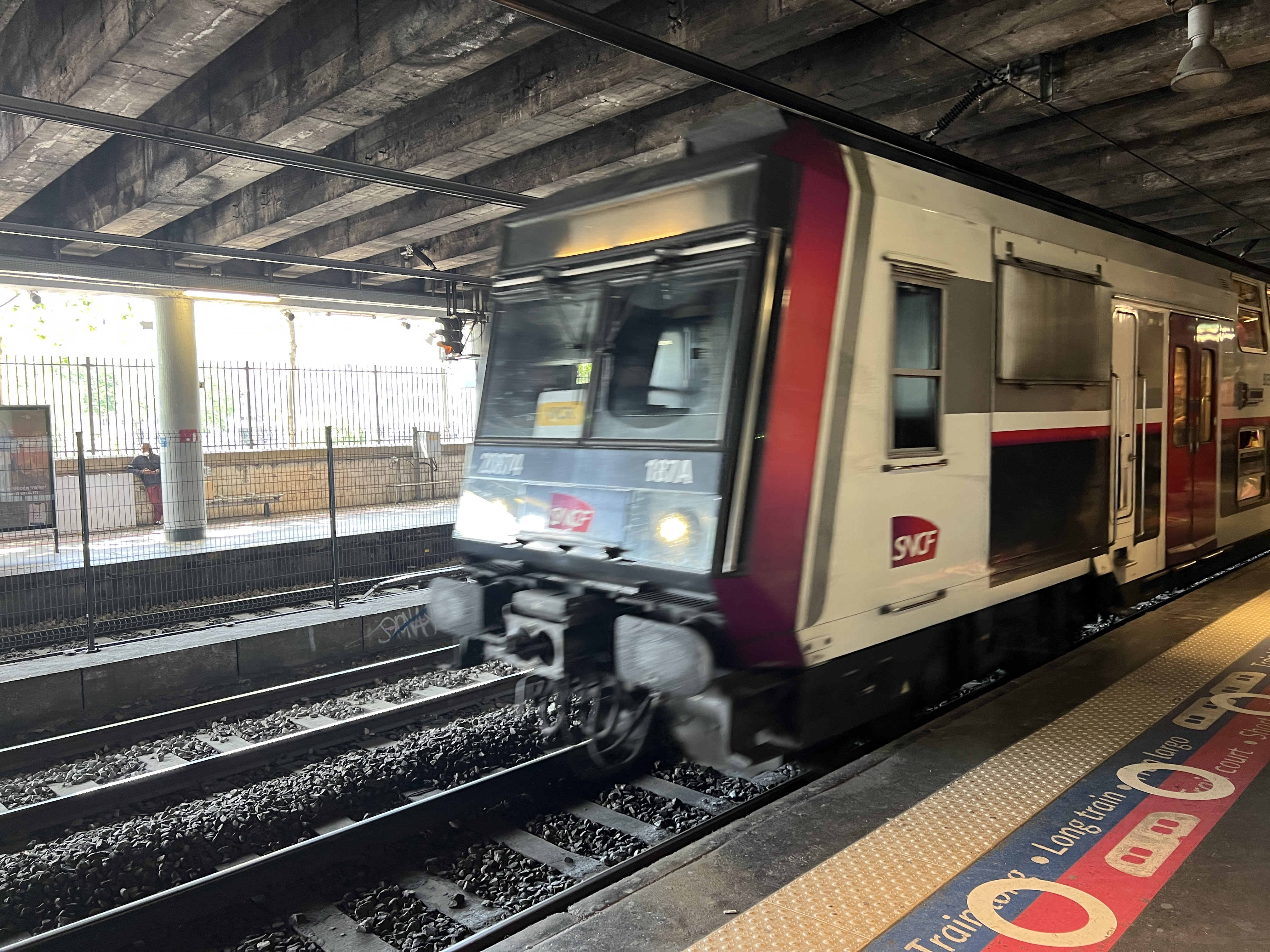
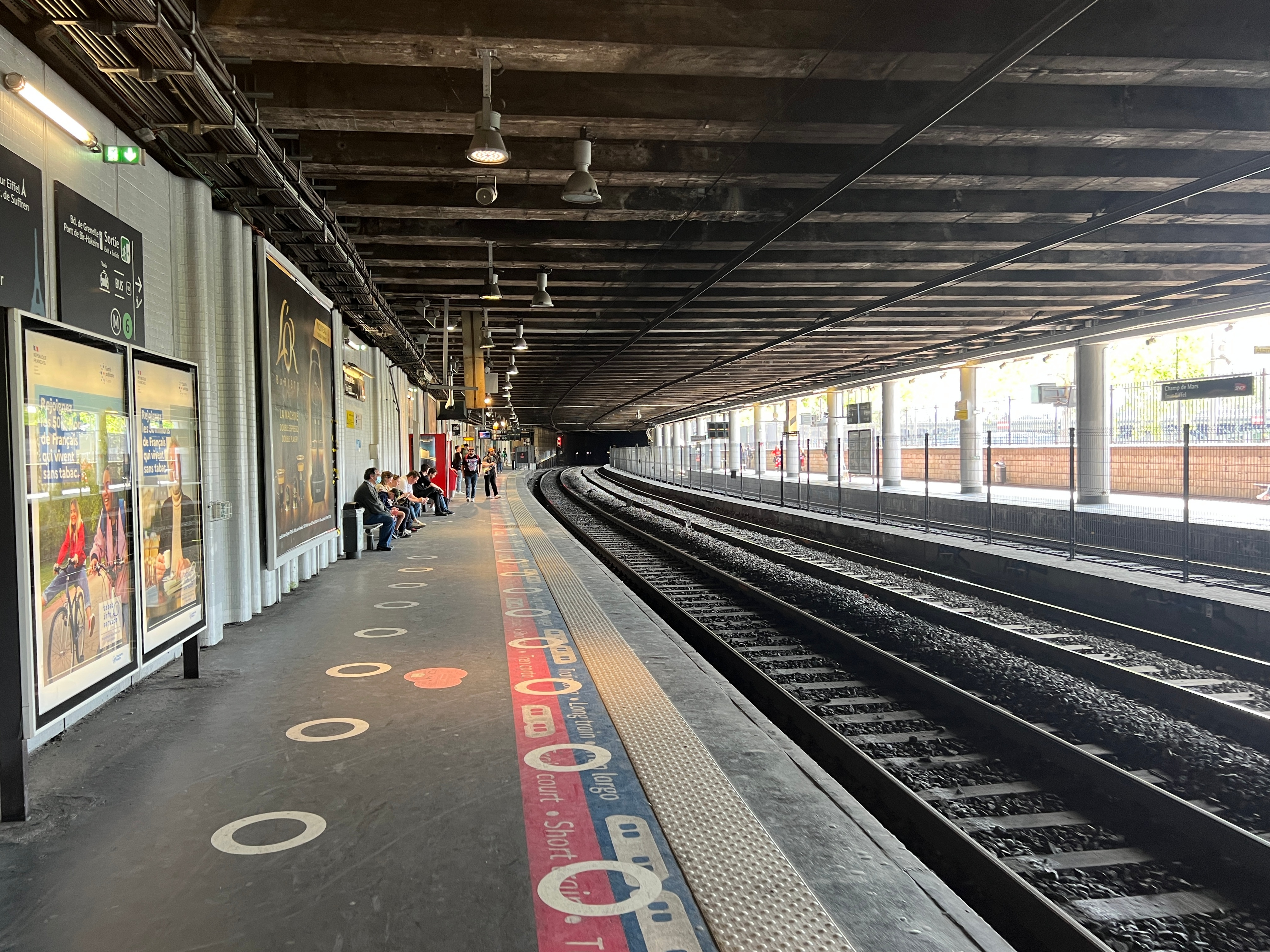
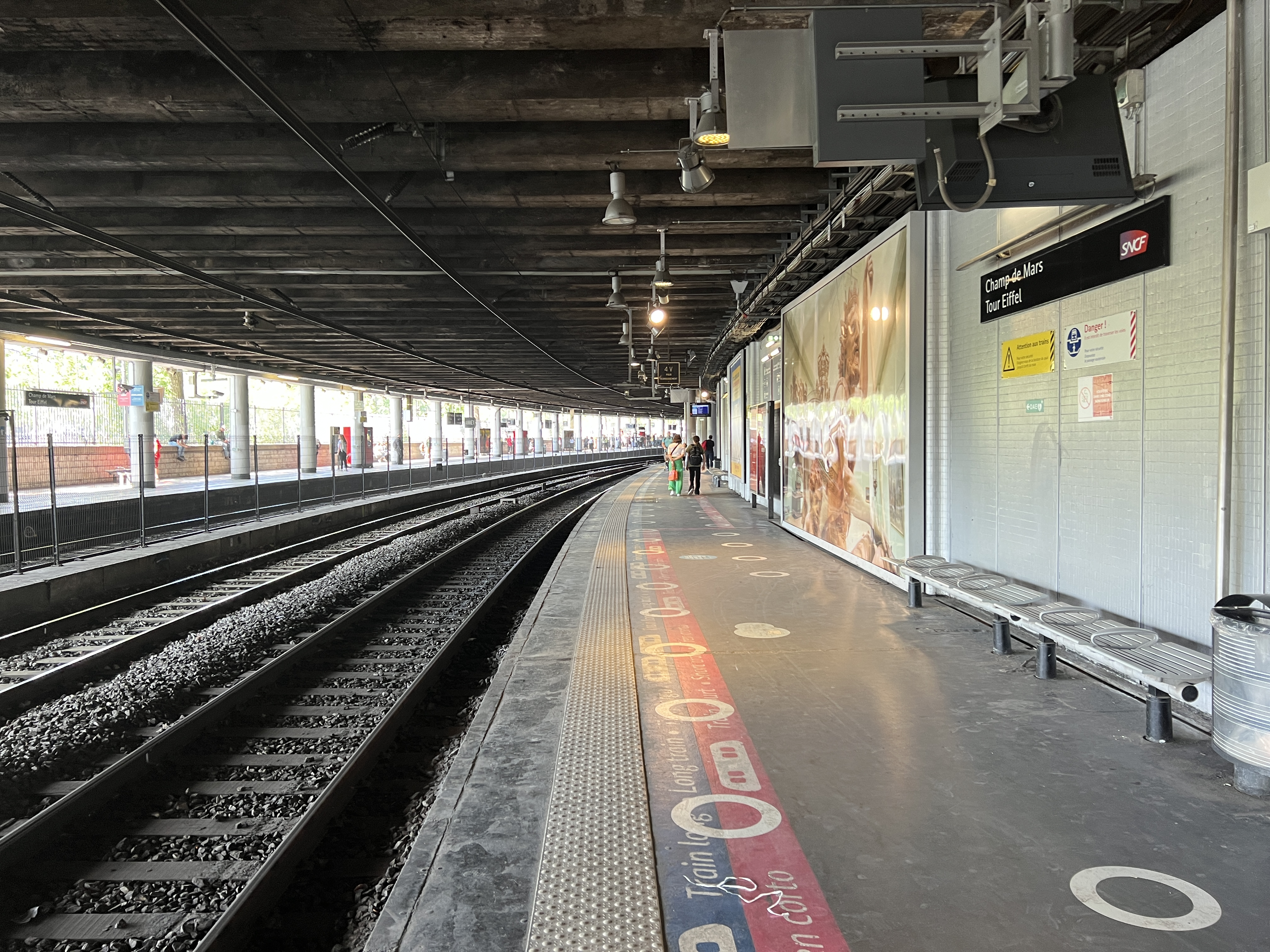

## Historik
Redan 1867 öppnades en station till världsutställningen som ägde rum på Champ de Mars. Men denna station revs en kort tid senare. Stationerna som byggdes 1878 och 1900 fanns inte heller länge och stängdes strax efter att de byggts. Först 1988 kom dagens station på den nya linje C i RER. 